# VK Piejūra/MSĢ
VK Piejūra/MSĢ – łotewski klub siatkarski założony w 2023 roku w ramach współpracy między gimnazjum sportowym w Murjāņi (łot. Murjāņu sporta ģimnāzija, MSĢ), siatkarską szkołą w Rydze (łot. Rīgas Volejbola skola) i gminą Limbaži.
Pomysł założenia klubu zrodził się z potrzeby zapewnienia zawodnikom łotewskiej reprezentacji U-18 możliwości rywalizacji na poziomie ligowym, co pozwoliłoby im lepiej przygotować się do międzynarodowych rozgrywek, w tym kwalifikacji do Mistrzostw Europy Kadetów 2024. Dodatkową motywacją była chęć odtworzenia drużyny siatkarskiej w gminie Limbaži. W latach 2017-2022 istniał zespół OC Limbaži/MSĢ, który w 2018 roku zagrał w finale krajowego pucharu.
W sezonie 2023/2024 w składzie zespołu znalazło się dziesięciu zawodników kadry U-18 oraz dwóch zawodników z reprezentacji U-20. Trenerami klubu byli Raimonds Liniņš i Māris Vensbergs, za przygotowanie fizyczne odpowiadał natomiast Jānis Vanags. Cała trójka pracowała również w sztabie reprezentacji U-18. Raimonds Liniņš pełnił dodatkowo funkcję asystenta trenera męskiej reprezentacji Łotwy, natomiast Māris Vensbergs i Jānis Vanags zajmowali się szkoleniem w siatkarskiej szkole w Rydze.
W swoim pierwszym sezonie VK Piejūra/MSĢ rywalizował w lidze narodowej (łot. Nacionālā līga), stanowiącej drugi poziom rozgrywkowy, i zajął w niej 7. miejsce. Drużyna wzięła również udział w fazie finałowej mistrzostw Łotwy, ponieważ zespoły z miejsc 1–6 fazy zasadniczej ligi narodowej nie zdecydowały się na uczestnictwo w tych rozgrywkach. W fazie finałowej uplasowała się na ostatnim, 4. miejscu. W krajowym pucharze odpadła w 1/8 finału, przegrywając dwumecz z VK Meža īpašumi/Līgatne.
VK Piejūra/MSĢ mecze domowe rozgrywał w: centrum sportowym w gminie Sēja (łot. Sējas novada Sporta centrs), hali sportowej szkoły średniej w Limbaži (łot. Limbažu vidusskola) oraz hali sportowej szkoły podstawowej im. Kārļisa Baumaņsa w Viļķene (łot. Baumaņu Kārļa Viļķenes pamatskola).

## Bilans sezonów
| Sezon                                          | Rozgrywki ligowe  | Rozgrywki ligowe | Puchar     |
| Sezon                                          | Poziom            | Miejsce          | Puchar     |
| ---------------------------------------------- | ----------------- | ---------------- | ---------- |
| 2023/2024                                      | Liga narodowa     | 7/9              | 1/8 finału |
| 2023/2024                                      | Mistrzostwa Łotwy | 4/4              | 1/8 finału |
| 2024/2025                                      | Liga narodowa     |                  | półfinał   |
| Poziom rozgrywek: pierwszy poziom drugi poziom |                   |                  |            |